# A41 road
Die A41 road (englisch für Straße A41) ist eine 356 km lange, überwiegend als Primary route ausgewiesene Straße in England, die den Raum London mit Birkenhead verbindet. Der Verlauf der Straße ist zwischen Chesterton am M40 motorway und Solihull am M42 motorway unterbrochen. Der Verlauf der Straße folgt teilweise der auf eine Römerstraße zurückgehenden mittelalterlichen Akeman Street und der Sparrows Herne Turnpike Road aus dem 18. Jahrhundert.

## Verlauf
Die A41 zweigt beim Kreisverkehr Apex Corner in Mill Hill nordwestlich von London von der A1 road ab und überquert sogleich den M1 motorway (kein Anschluss). Sie verläuft weitgehend parallel zum M1, umgeht Watford auf dem Watford Bypass, quert den Londoner Autobahnring M25 motorway bei dessen Anschluss junction 20 und umgeht sodann Kings Langley. Sie führt als dual carriageway an Hemel Hempstead und Berkhamsted vorbei, verliert bei Aston Clinton ihren mehrbahnigen Charakter und erreicht Aylesbury, wo sie die A413 road und die A418 road kreuzt. Kurz vor Bicester verlässt sie ihre historische Trasse, die die B4100 road fortsetzt, knickt nach Südwesten ab und endet am Anschluss junction 9 des M40 motorway, wo sie in die A34 road Richtung Oxford übergeht. Der folgende Abschnitt ist überwiegend zur B4100 abgestuft, die dem M40 folgt und später in die A4177 road und die A4141 road übergeht. Diese wird am Anschluss junction 5 des M42 motorway südöstlich von Solihull wieder zur A41, zieht an Birmingham vorbei und führt, den M5 motorway kreuzend, über West Bromwich nach Wolverhampton. Im weiteren Verlauf wird der M54 motorway an dessen Ausfahrt junction 3 gequert sowie bei Newport (Shropshire) die A518 road. Südwestlich von Market Drayton kreuzt die A53 road. Die A41 umgeht gemeinsam mit der A49 road Whitchurch und kreuzt dann die A534 road. Die Stadt Chester wird nach Kreuzung der A55 road im Osten umgangen, dann wird der M56 motorway ohne Anschluss gekreuzt, ebenso der A53 motorway beim Anschluss junction 5. Die A41 führt dem Westufer des River Mersey folgend weiter nach Birkenhead, wo sie endet.